# Tudo Que Aprendemos Juntos
Tudo que Aprendemos Juntos é um filme de drama musical produzido no Brasil em 2015 e dirigido por Sérgio Machado.
O filme é baseado na peça de teatro "Acorda Brasil", do empresário Antônio Ermírio de Moraes, e retrata a história de um violinista frustrado que passa a lecionar música em uma escola pública da cidade de São Paulo e como futuramente isso acabou desencadeando na criação da Orquestra Sinfônica de Heliópolis. 

## Sinopse
A trama é inspirada na história real da formação da Orquestra Sinfônica de Heliópolis e conta a emocionante saga de um músico e seus alunos, que tiveram suas vidas transformadas pela arte. Laerte é um músico promissor que sofre uma crise em plena audição para uma vaga na Orquestra Sinfônica do Estado de São Paulo (Osesp). Ele perde a chance de trabalhar na maior orquestra sinfônica da América Latina e, frustrado e com problemas financeiros, vai dar aulas na favela de Heliópolis. Na escola, cercado por pobreza e violência, redescobre a música de forma tão apaixonada que acaba por contagiar os jovens estudantes.

## Elenco
| Ator                | Personagem                     |
| Lázaro Ramos        | Laerte dos Santos              |
| Sandra Corveloni    | Alzira                         |
| Criolo              | Clayton                        |
| Kaique de Jesus     | Samuel Alves da Silva          |
| Elzio Vieira        | VR                             |
| Fernanda de Freitas | Bruna                          |
| Graça Andrade       | Rosimeire (mãe de Samuel)      |
| Milton Gonçalves    | pai de Laerte (voz)            |
| Caiti Hauck         | Ludmilla                       |
| Hermes Baroli       | amigo de Laerte                |
| Marin Alsop         | ela mesma                      |
| Rappin' Hood        | ele mesmo                      |
| Thogun Teixeira     | pai de Samuel                  |
| Herberth Vital      | Sorriso (amigo de Samuel e VR) |
| Edisio dos Santos   | Anízio                         |

## Produção

### Desenvolvimento
De acordo com Sergio Machado, diretor do filme, o projeto veio sob encomenda. “Foi o Fabiano Gullane quem me procurou para esse projeto.Duas coisas me motivaram: o fato de eu ser filho de músico e o segundo, e mais forte, foi a ideia de falar do Brasil e dos problemas brasileiros, mas apontando caminhos. Eu realmente acredito que as soluções para nossas questões passam pelo acesso à cultura e à educação nesse país.”.

O titulo do filme inicialmente seria "Heliópolis", em referência ao bairro Cidade Nova Heliópolis, que fica na Zona Sul da cidade de São Paulo e é onde a história se passa. Depois foi alterado para o título original da peça da Antônio Ermírio de Moraes, "Acorda Brasil". Ao fim, o título definitivo escolhido foi Tudo que Aprendemos Juntos.

### Roteiro
O roteiro é baseado em fatos reais, tendo como ponto de partida a peça “Acorda Brasil”, escrita pelo empresário Antonio Ermírio de Moraes sobre a experiência do Instituto Baccarelli. O projeto contou ainda com o apoio do Instituto Votorantim para sua produção. A Orquestra Sinfônica Heliópolis é uma iniciativa idealizada e capitaneada pelo Instituto Baccarelli desde a década de 90, que utiliza a música como canal para o fortalecimento da cidadania, no coração da maior comunidade de São Paulo e segunda maior da América Latina.
O material de pesquisa foi encarregado por Beatriz Seigner, Danilo Gullane, Carol Floratti e Paula Amaral.

### Escolha de elenco
Cauã Reymond era a primeira opção para interpretar o protagonista Laerte, porém teve que declinar devido a compromissos de agenda com a telenovela A Regra do Jogo, da Rede Globo.Lázaro Ramos inicialmente estava escalado pra viver um personagem amigo de Laerte, porém Lázaro ficou muito identificado com o personagem principal e "O Sérgio me convidou para fazer o papel do melhor amigo dele (do protagonista), mas fui lendo e só me identificava com o Laerte. Falei que ia jogar uma energia muito ruim no outro ator. Chamei o produtor para almoçar, fiz uma comida bem gostosa e disse que só faria o filme se fosse o Laerte." Lázaro também citou um professor de sua juventude que o fez se identificar muito com o personagem principal: "Eu tive um professor que era muito disciplinador e que transformou a minha percepção de mundo. Aí eu falei: 'Sérgio, pelo amor de Deus, deixa eu fazer o protagonista'. Eu pedi".
O papel do amigo de Laerte acabou sendo interpretado por Hermes Baroli, conhecido por seu trabalho como o dublador de personagens como 
Seiya de Pégaso, em Cavaleiros do Zodíaco, Manabu do seriado Sekai Ninja Sen Jiraiya, Edward Norton em Clube da Luta e James Franco em 127 Horas.
Sobre a escalação do rapper Criolo para interpretar o traficante Clayton, Sérgio Machado pronunciou-se: "Escolhi o Criolo pra fazer o traficante porque queria muito fugir do estereótipo do cara de dente de ouro, violento em tudo".
A preparação de elenco do filme ficou por conta de Fátima Toledo, que já trabalhou em filmes como Cidade de Deus, Tropa de Elite e Tropa de Elite 2: o Inimigo agora É Outro.

## Trilha Sonora

### Cançóes
- "Mariô" (por Criolo)
- "Mun-rá" (por Sabotage e Instituto)
- "Grajauex" (por Criolo)
- "No Rolê (Eu Vou)", (por Rappin' Hood)
- "Respeito é Lei" (por Sabotage e Orquestra Sinfônica do Heliópolis)

"Respeito é Lei" é uma música póstuma do rapper Sabotage. O músico foi assassinado em 24 de janeiro de 2003 e a música foi lançada somente após aproximadamente 12 anos e 11 meses após a morte de Sabotage. A canção ainda conta com um fundo instrumental da Orquestra Sinfônica do Heliópolis e foi lançada junto a um videoclipe que mescla gravações de arquivos pessoais de Sabotage com cenas do filme e da Orquestra Sinfônica de Heliópolis Outra canção que integra a faixa sonora do filme é "No Rolê (Eu Vou)", de Rappin' Hood.

### Trilha Instrumental
A trilha instrumental fica a cargo da Orquestra Sinfônica de Heliópolis e pela Orquestra Sinfônica do Estado de São Paulo.

## Prêmios e Indicações
Festival do Rio (2015)
- Melhor Longa-Metragem de Ficção (Indicado)

 Grande Prêmio Cinema Brasil (2016)
- Melhor Longa-Metragem de Ficção (Indicado)
- Melhor Ator - Lázaro Ramos (Indicado)
- Melhor Trilha Sonora - Alexandre Guerra e Felipe de Souza (Indicado)

### Exibições em Festivais
- Festival Internacional de Cinema de Locarno (2015)
- 39ª Mostra Internacional de Cinema de São Paulo